# Индребё, Адольф
Адольф Оливерсон Индребё (норв. Adolf Indrebø; 7 февраля 1884, Фёрде, Норвегия — 5 декабря 1942) — норвежский политический и государственный деятель.

## Биография
Служил офицером в армии. Какое-то время был председателем Социал-демократической студенческой ассоциации и заместителем председателя Ассоциации крестьянской молодёжи в Осло. Позже преподавал в сельскохозяйственной школе. В 1909 году переехал и поселился в Осло, занимал различные должности в городском муниципалитете. Позже, работал директором завода, затем стал генеральным директором энергетической компании Oslo Lysverker.
С 1917 по 1934 год был членом городского совета Осло. Член Рабочей партии Норвегии.
Мэр Осло (1929—1931).
Занимал пост министра обороны Норвегии в 1935 году, затем в 1935—1936 годах — министра финансов.
Похоронен на Западном кладбище Осло.